# Ruch Społeczny Rzeczypospolitej Polskiej
Ruch Społeczny Rzeczypospolitej Polskiej (RS RP) – polska lewicowa formacja polityczna założona 26 kwietnia 2015 przez przewodniczącego Ogólnopolskiego Porozumienia Związków Zawodowych Rolników i Organizacji Rolniczych Sławomira Izdebskiego, startująca w wyborach parlamentarnych w 2015.

## Historia
RS RP powstał na bazie OPZZ RiOR, które zorganizowało protesty rolnicze w Warszawie w lutym 2015. W wyborach prezydenckich w 2015 popierał Pawła Kukiza, jednak ostatecznie nie zaangażował się w tworzenie ruchu Kukiz’15. 11 lipca do RS RP przystąpiła kierowana przez Piotra Ikonowicza partia Ruch Sprawiedliwości Społecznej. Ruch prowadził także rozmowy w sprawie wspólnego startu z Socjaldemokracją Polską, Wolnością i Równością, Polską Partia Pracy – Sierpień 80, Polską Lewicą oraz Partią Regionów. Ostatecznie partie te nie porozumiały się z RS RP (SDPL i WiR poparły lewe skrzydło PO, PL poparła Partię Razem, zaś PPP porozumiała się z ZL), jednak doszło do porozumienia z partią Biało-Czerwoni, której nie udało się zarejestrować komitetu ogólnopolskiego (dwóch jej działaczy, w tym lider listy, wystartowało z ramienia RS RP w okręgu siedleckim). Jeden członek WiR znalazł się na liście w okręgu warszawskim.
Ruch zarejestrował listy do Sejmu w trzech okręgach wyborczych (lubelskim, siedleckim i warszawskim), a także dwóch kandydatów do Senatu (Sławomira Izdebskiego w województwie mazowieckim i Artura Konarskiego w województwie świętokrzyskim). Listy zostały obsadzone głównie przez osoby bezpartyjne i członków RSS. Komitet RS RP uzyskał w wyborach 3941 głosów (0,03%). Kandydaci do Senatu zajęli ostatnie miejsca w swoich okręgach (zdobyli po kilka procent głosów).
Lider RS RP Sławomir Izdebski związał się później ponownie z partią Samoobrona Odrodzenie (funkcjonującą do 2019).

## Program
Początkowo RS RP opowiadał się za jednomandatowymi okręgami wyborczymi, jednak później uznał, że „na obecnym etapie JOW-y są złem dla polskiej demokracji”. Ruch postulował obniżenie wieku emerytalnego, ponadto opowiada się m.in. za rozliczeniem prywatyzacji, likwidacją umów cywilnoprawnych oraz kominów płacowych, równym dostępem do służby zdrowia, całkowitym zakazem eksmisji oraz sprzedaży ziemi obcokrajowcom, walką z lichwą, wprowadzeniem progresywnego podatku obrotowego czy odbudową sieci publicznych żłobków i przedszkoli, wschodnich rynków zbytu oraz polskich marek przemysłowych.